# Књижевни сусрети Гордана Брајовић
Књижевни сусрети Гордана Брајовић  је књижевна манифестација која се од 1998. године одржава у Алексинцу, у спомен на Гордану Брајовић, писца за децу и новинара.
Манифестација окупља огроман број ученика, од првака до средњошколаца из свих крајева бивше Југославије, али и дијаспоре. На хиљаде радова који сваке године пристиже, говори у прилог чињеници да је ово врло престижна књижевна манифестација, која регрутује или бар утире пут генерацијама надарене деце у свет писане речи, уз значајан и драгоцен рад и труд њихових предметних наставника. Уосталом, о томе сведочи и велики број награда и признања која су понели из Алексинца, а која их високо вреднују у њиховим срединама.
Такође, нема значајнијег писца за децу из наше земље који није учествовао или добио престижну награду „Гордана Брајовић“. Конкурс који објављује наш медијски покровитељ и дародавац новчане награде Компанија Новости, већ четрнаест година анимира сва та позната и призната имена: Мира Алечковић, Душан Трифуновић, Драган Лукић, Љубивоје Ршумовић, Добрица Ерић, Слободан Станишић, Перо Зубац и многе друге. Многи од њих више нису живи, али зато пристижу нови који отварају нове светове имагинације млађој популацији. Књижевни фестивал се годинама одржава у другој половини априла. Тада се на свечаности у Центру за културу и уметност додељују награде и признања како великим тако и „малим“ писцима. Одвија се занимљив културно - уметнички програм, деца и писци се друже и уопште све одише празничном атмосфером.
Круна манифестације је Зборник награђених ученичких радова, његово промовисање као и представљање награђеног писца за ту годину.

## Добитници награде (непотпун списак)
- Градимир Стојковић (2002)
- Драгомир Ћулафић (2004)
- Љубивоје Ршумовић (2005)
- Весна Каћански и Мошо Одаловић (2007)
- Урош Петровић (2008)
- Ранко Павловић (2008)
- Власта Ценић (2009)
- Љубомир Ћорлић и Гордана Тимотијевић (2010)
- Поп Д. Ђурђев и Миодраг Јакшић (2011)
- Александра Лукић и Љиљана Крстић (2012)
- Виолета Јовић (2013)
- Раша Попов и Тоде Николетић (2014)
- Зорица Бајин Ђукановић (2015)
- Весна Алексић и Раде Трајковић (2016)
- Бошко Ломовић (2017)
- Весна Ћоровић Бутрић (2018)
- Раде Танасијевић (2019)
- Драган Хамовић (2020)
- Даница Богојевић (2021)
- Дејан Алексић (2022)
- Јовица Тишма (2023)